# Halowe mistrzostwa Ameryki Południowej w lekkoatletyce
Halowe mistrzostwa Ameryki Południowej w lekkoatletyce – halowe zawody lekkoatletyczne organizowane przez Południowoamerykańską Konfederację Lekkoatletyczną (CONSUDATLE), pierwszą edycję rozegrano w 2020 w Cochabambie. Mistrzostwa odbywają się w okresie zimowym: pierwsze trzy edycje rozgrywano w interwale dwuletnim, natomiast w latach 2024–2025 imprezę rozgrywano rokrocznie.

## Edycje
| Edycja | Rok  | Gospodarz  |
| ------ | ---- | ---------- |
| 1.     | 2020 | Cochabamba |
| 2.     | 2022 | Cochabamba |
| 3.     | 2024 | Cochabamba |
| 4.     | 2025 | Cochabamba |

## Klasyfikacja medalowa
(stan po zakończeniu mistrzostw w 2025 roku)
| Miejsce | Państwo   | Złoto | Srebro | Brąz | Razem |
| ------- | --------- | ----- | ------ | ---- | ----- |
| 1.      | Brazylia  | 52    | 31     | 24   | 107   |
| 2.      | Boliwia   | 15    | 16     | 11   | 42    |
| 3.      | Wenezuela | 8     | 14     | 8    | 30    |
| 4.      | Argentyna | 6     | 11     | 21   | 38    |
| 5.      | Kolumbia  | 5     | 5      | 4    | 14    |
| 6.      | Peru      | 4     | 7      | 8    | 19    |
| 7.      | Urugwaj   | 4     | 6      | 3    | 13    |
| 8.      | Chile     | 3     | 8      | 5    | 16    |
| 9.      | Panama    | 3     | 1      | 0    | 4     |
| 10.     | Ekwador   | 1     | 1      | 0    | 2     |
| 11.     | Surinam   | 1     | 0      | 0    | 1     |
| 12.     | Paragwaj  | 0     | 0      | 2    | 2     |